# 18 Возничего
18 Возничего (лат. 18 Aurigae, HD 34499) — двойная звезда в созвездии Возничего на расстоянии приблизительно 233 световых лет (около 71 парсек) от Солнца. Возраст звезды оценивается как около 950 млн лет.

## Характеристики
Первый компонент — белая звезда спектрального класса A7V. Видимая звёздная величина звезды — +6,489m. Масса — около 1,69 солнечной, радиус — около 1,92 солнечного, светимость — около 10,091 солнечных. Эффективная температура — около 7432 К.
Второй компонент — жёлто-оранжевая звезда спектрального класса K-G. Видимая звёздная величина звезды — +11,8m. Эффективная температура — около 5096 К. Удалён на 4,1 угловых секунд.